# Kaple Nejsvětější Trojice (Království)
Kaple Nejsvětější Trojice je nejstarší sakrální stavbou v Království, místní část města Šluknov v okrese Děčín. Polní kaple pochází z roku 1748, roku 2010 byla obnovena.

## Historie
Na stavbu malé barokní polní kaple, zasvěcené Nejsvětější Trojici, přispěli sedláci ze vsi Království. Místo pro první svatostánek ve vesnici bylo vybráno u cesty, která spojovala Království s Rumburkem, zároveň byl od kaple výhled na horní část vsi. Každoročně se tu slavil svátek Nejsvětější Trojice spojený s poutní mší. Tradici přerušila druhá světová válka. V poválečném období přestala být kaple využívána a také udržována. Vnitřní vybavení postupně zmizelo (bylo rozkradeno a zničeno), na počátku 21. století se propadla střecha a začalo se bortit zdivo.
Snahy o obnovu památky vzešly z iniciativy obyvatel Království, seskupených v občanském sdružení Šluknovské Království. Celkové náklady na opravu činily 69 660 Kč, z toho částkou 46 600 Kč přispěla Nadace Via. Na rekonstrukci se dále podílely Technické služby města Šluknov a také Střední lesnická škola Šluknov (úprava okolí). Kaple byla obnovena v září 2010, její slavnostní žehnání provedl šluknovský administrátor (zároveň administrátor excurrendo pro farnost Království) P. Pavel Procházka dne 19. září 2010. Vlastníkem kaple je město Šluknov. Stavba není památkově chráněna.

## Popis
Jednoduchá stavba téměř čtvercového půdorysu je bez oken. Omítky jsou s bílým nátěrem, hladké, nečleněné. V průčelí je umístěn jednoduchý vstup zakončený segmentovým obloukem, nad ním je v trojúhelníkovém štítu zasklená nika se soškou Ježíše Krista. Střecha je krytá břidlicí. Dubové římsy jsou původní, restaurovány byly při záchraně kaple. Na podlaze je položena nová cihelná dlažba, strop je klenutý. Zasklený obraz zobrazuje Pannu Marii s Jezulátkem. Původní vybavení se nedochovalo.

## Galerie

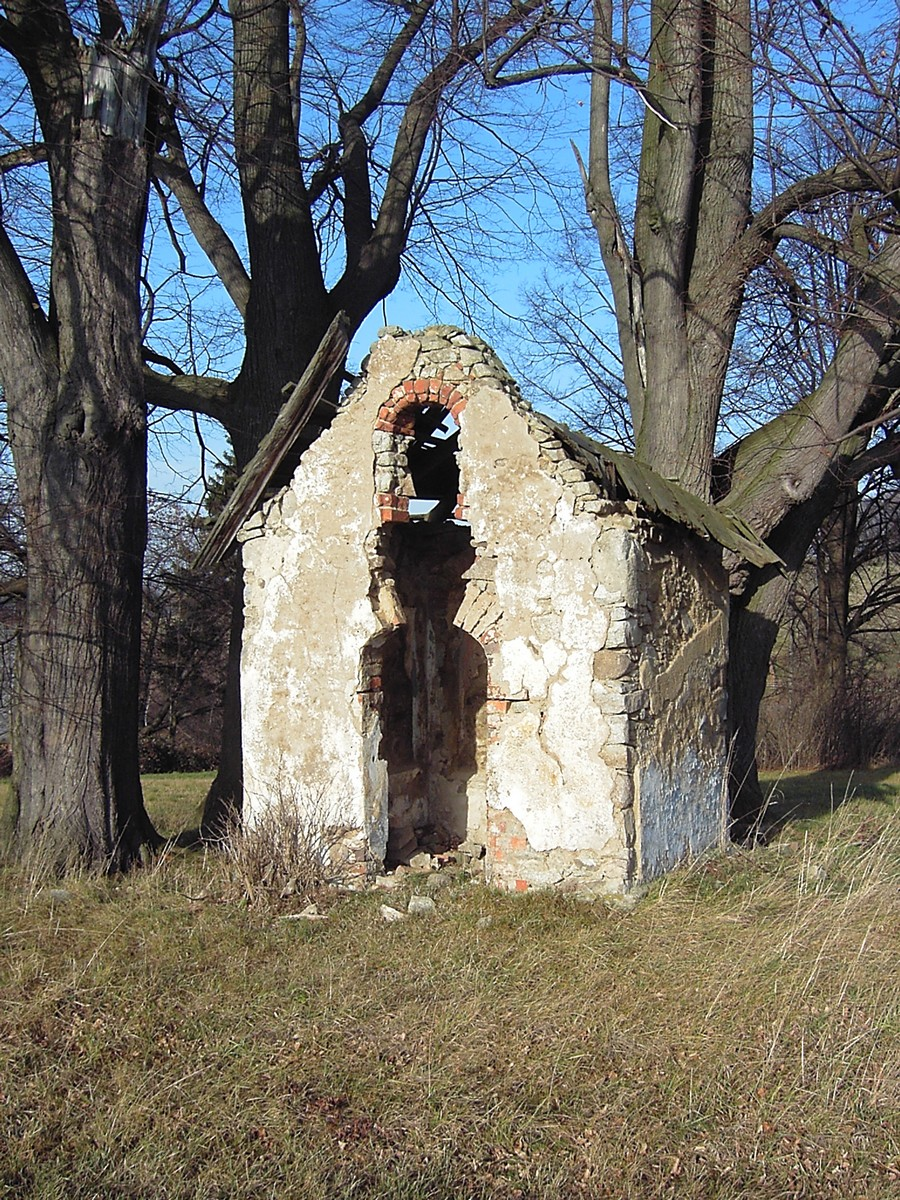
Kaple před rekonstrukcí (2005)
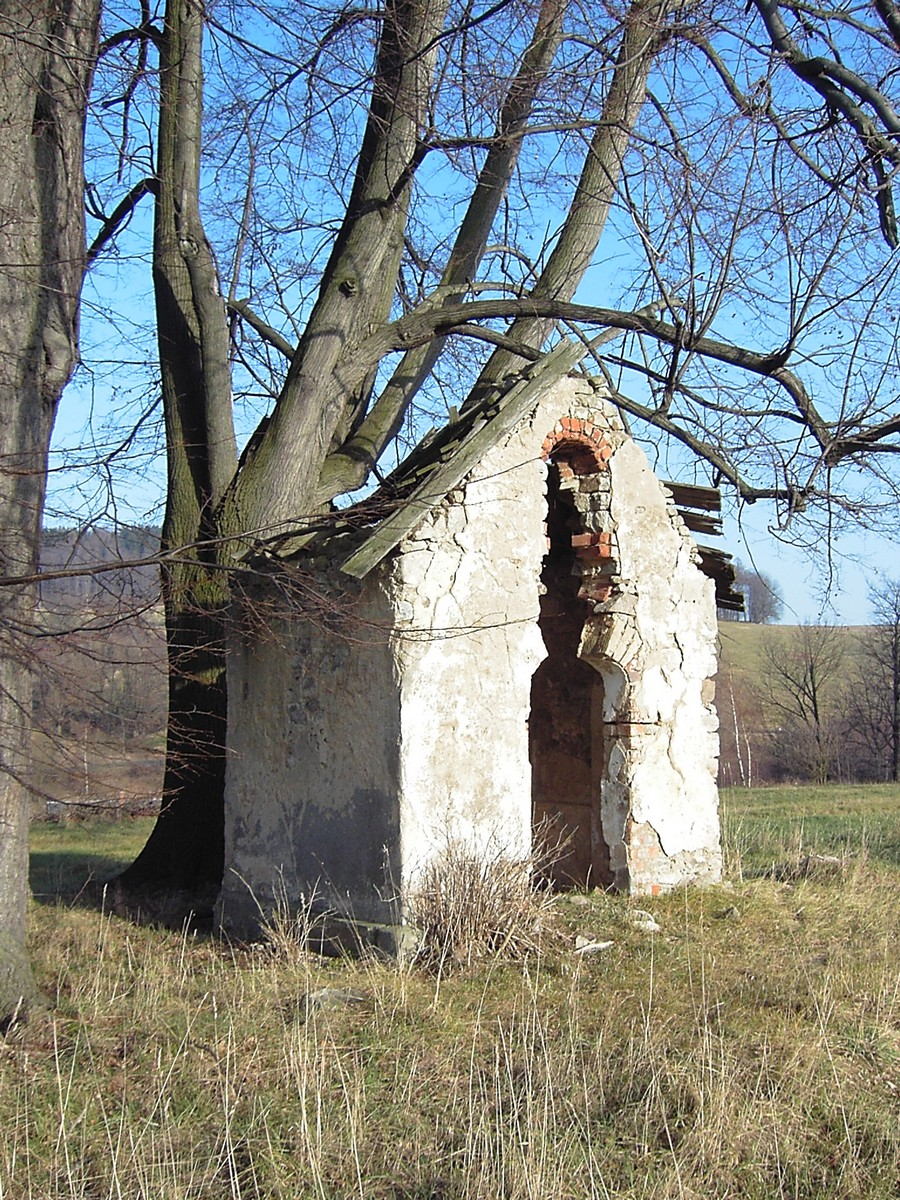
Kaple před rekonstrukcí (2005)
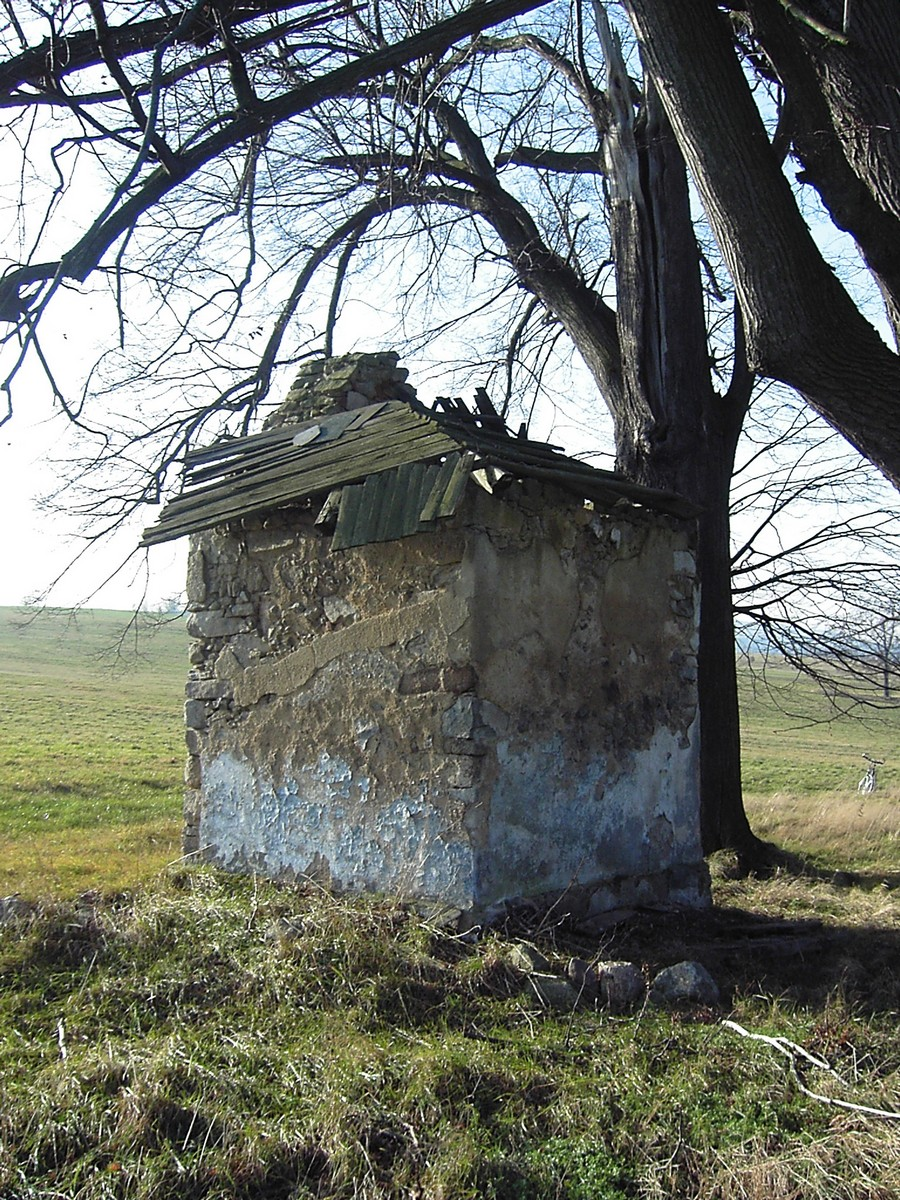
Kaple před rekonstrukcí (2005)
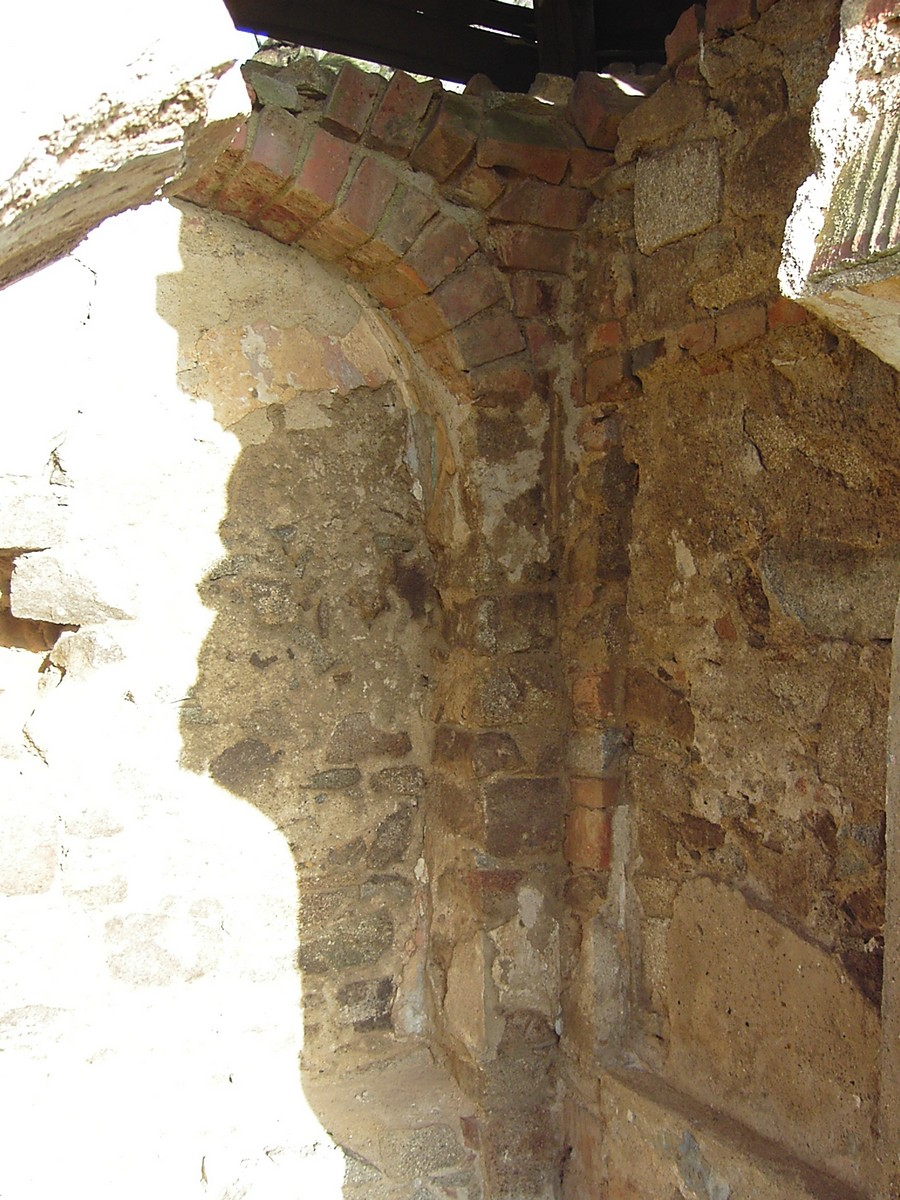
Kaple před rekonstrukcí (2005)
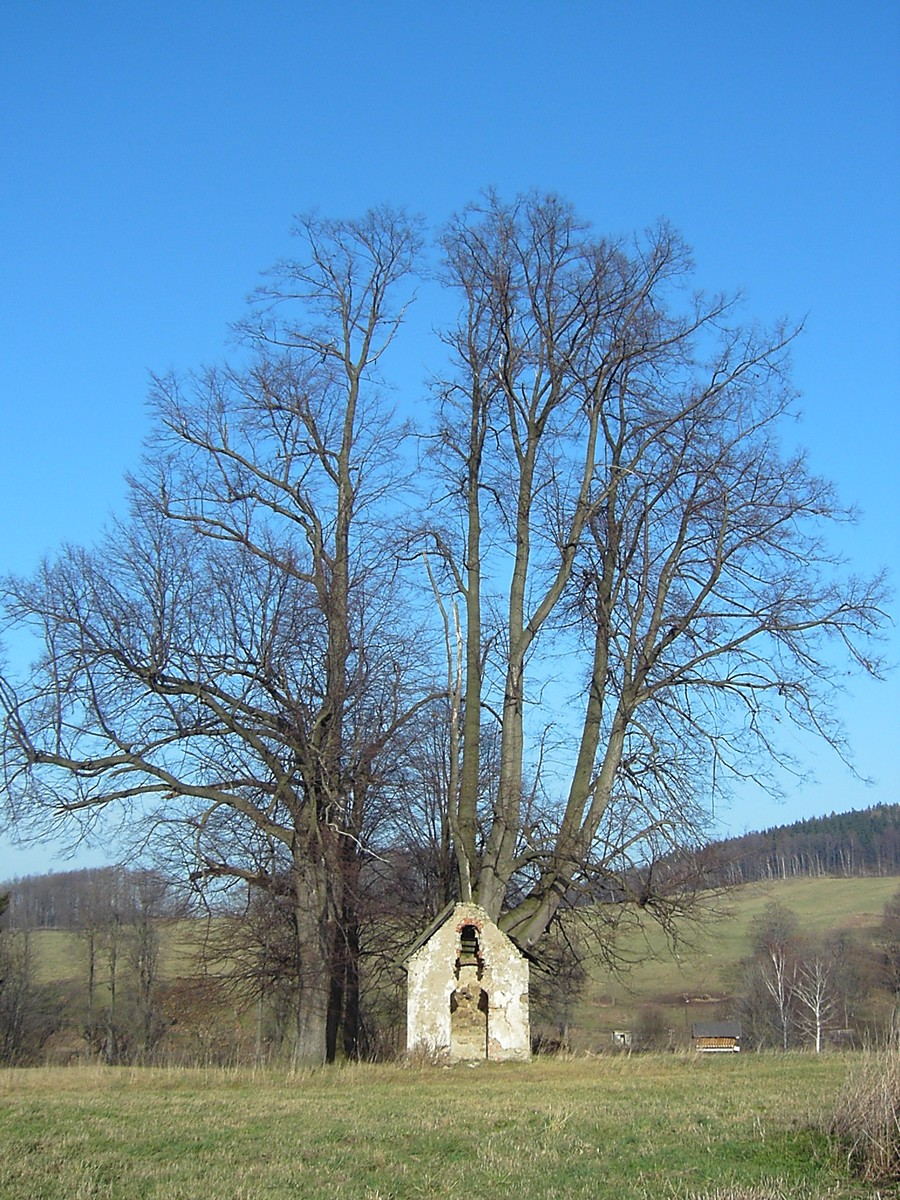
Kaple před rekonstrukcí (2005)
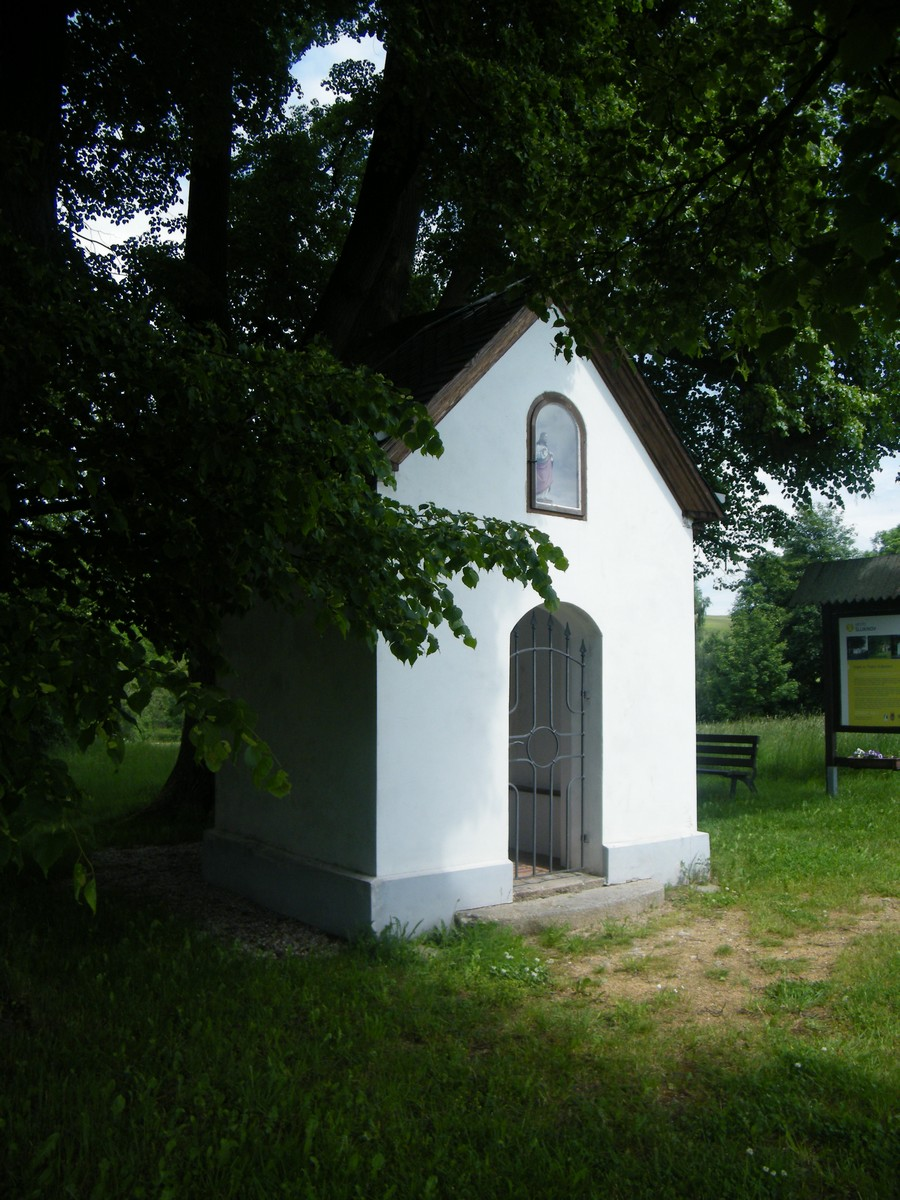
Kaple po rekonstrukci (2016)
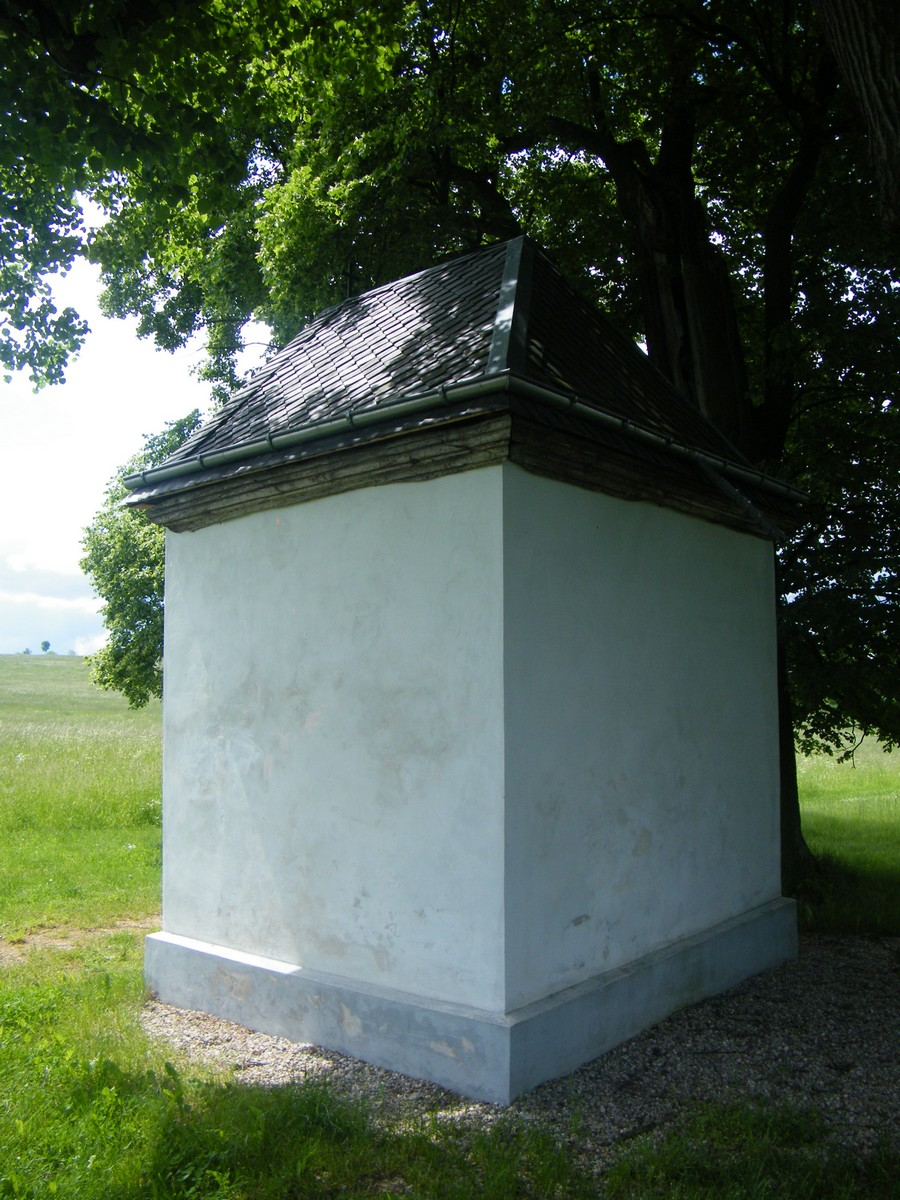
Kaple po rekonstrukci (2016)
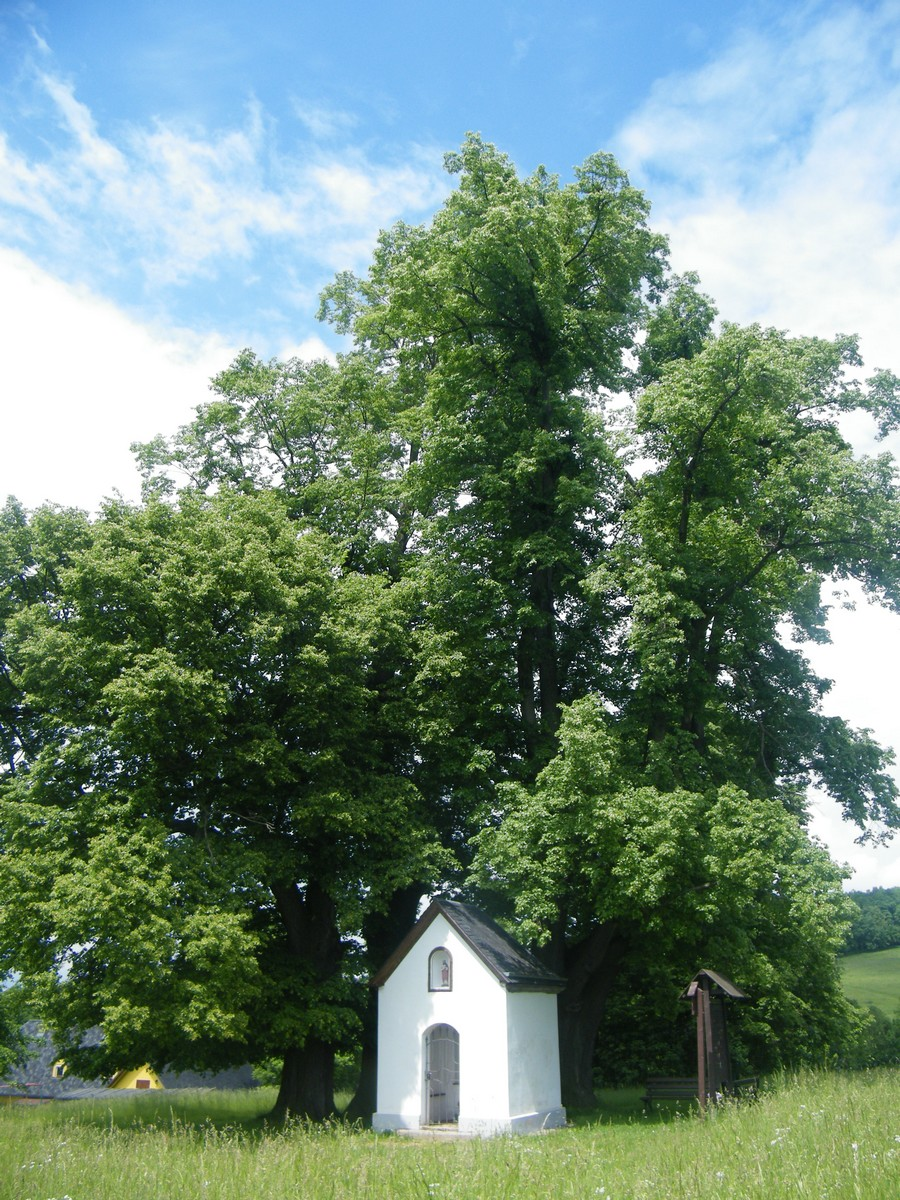
Kaple po rekonstrukci (2016)
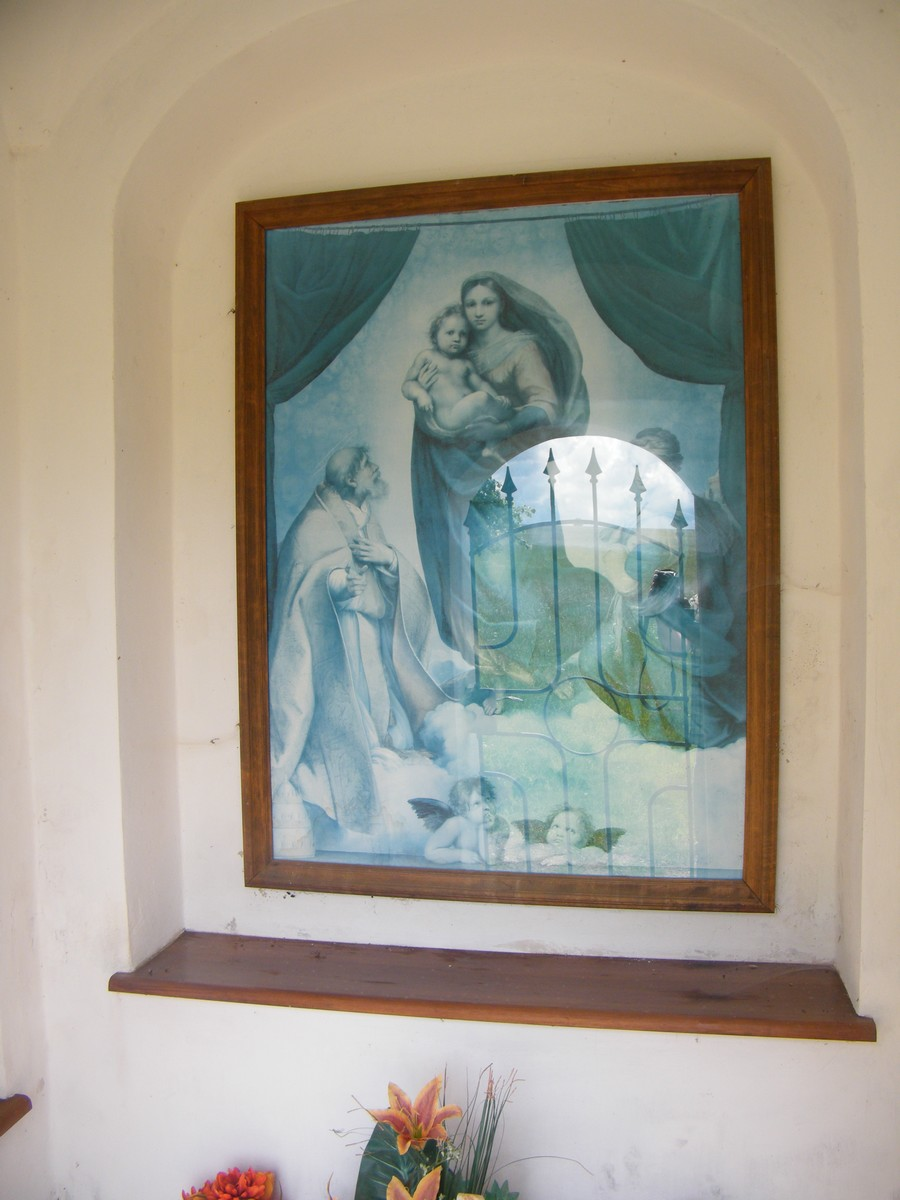
Interiér kaple (2016)
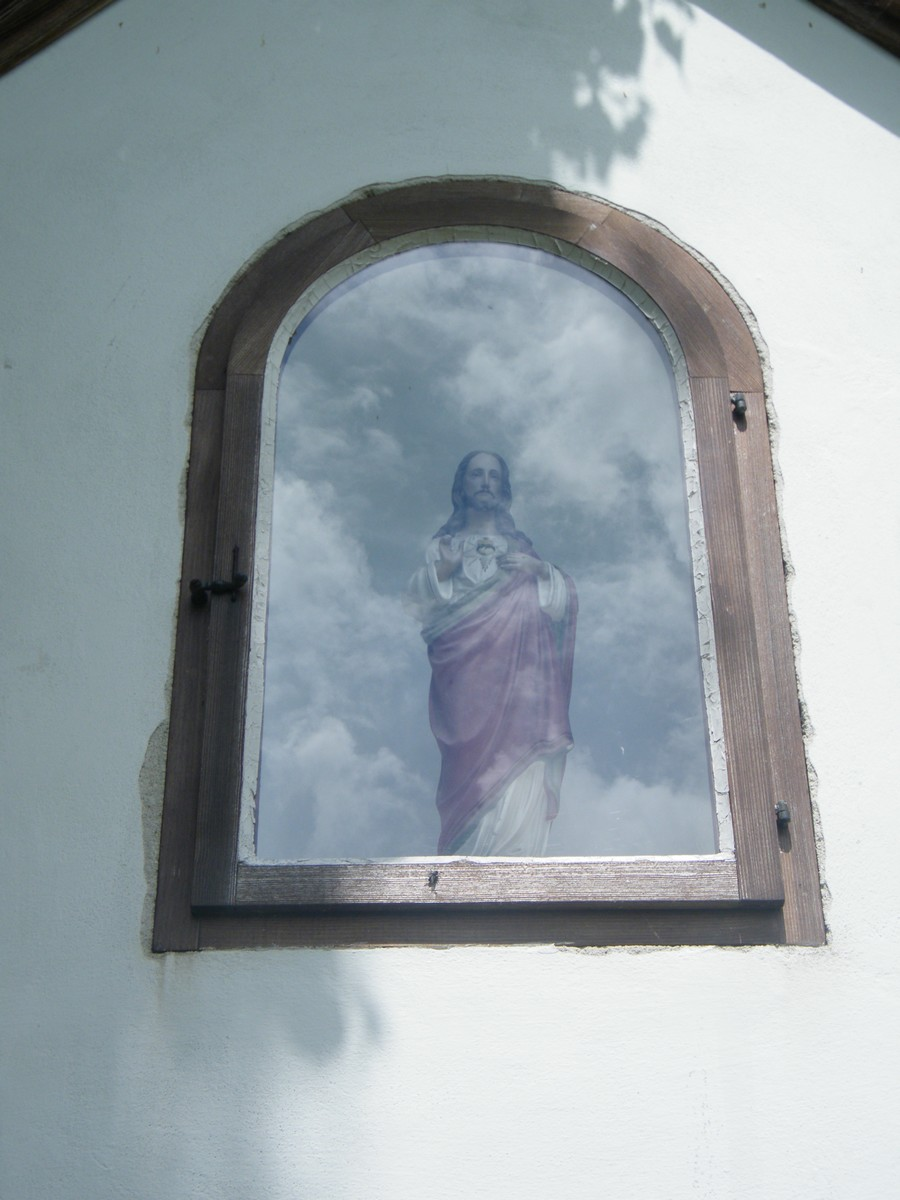
Nika se soškou (2016)